# Elisabet Cristina de Brunsvic-Bevern
Elisabet Cristina de Brunsvic-Bevern (Bevern 1715 - Berlín 1797. Nascuda princesa de Brunsvic-Bevern es convertí en reina de Prússia en contraure matrimoni amb el rei Frederic II de Prússia. Era filla del duc Ferran Albert II de Brunsvic-Bevern i de la princesa Antonieta Amàlia de Brunsvic-Wolfenbuttel.
Casada amb Frederic II de Prússia l'any 1733 el seu casament fou concertat entre els pares d'ambdós, el duc de Brunsvic i el rei Frederic Guillem I de Prússia. Frederic II era homosexual i al llarg de la seva vida mantingué nombroses relacions homosexuals. Elisabet Cristina visqué amb el seu espòs fins a la mort del seu sogre, el rei de Prússia, després se'n separà de fet i visqué al palau de Schönhausen, al nord de Berlín.

## Biografia
Princesa heredera

Elisabeth va néixer a primera hora del matí del 8 de novembre de 1715. Després de donar a llum dos fills, va ser el tercer fill de Ferran Albrecht II i la seva dona. A Elisabeth se li va ensenyar la fe luterana.

Elisabeth Christine es va comprometre amb el príncep hereu de Prússia, més tard rei Frederic el Gran, el 10 de març de 1732 a Berlín. El matrimoni del príncep hereu amb una neboda de l'emperadriu Elisabeth Christina, la mare de la presumpta emperadriu Maria Teresa, va ser el resultat dels esforços del "partit imperial" al voltant del rei Frederic Guillem I, que contrastava amb el "anglès", al voltant de la reina Sofia Dorotea i el príncep hereu Frederic, que des de 1723 buscaven un compromís amb la neboda de la reina, Amelia de Gran Bretanya. El casament va tenir lloc el 12 de juny de 1733 al castell de Salzdahlum. En el contracte matrimonial de l'11 de juny de 1733 es determinaven tant els recursos econòmics com la composició de la cort de la princesa heredera. Les celebracions del casament van incloure ballet, una pastoral en la qual el príncep hereu tocava la flauta, i òperes de Carl Heinrich Graun i George Frideric Handel. Amb tota probabilitat el matrimoni es va consumar, perquè Friedrich va dir a Ernst Christoph von Manteuffel:
| « | "És bonica i no es pot queixar que no l'estimo gens, en resum, realment no sé per què no ho fem. tenir fills" | » |

Després de la mort del seu pare el 1740, Friedrich va viure separat de la seva dona i la parella va romandre sense fills. Això s'atribueix al fet que podria haver estat homosexual com el seu germà Heinrich.

Fins que l'agost de 1736 es va completar l'interior del palau de Rheinsberg, la princesa hereva va viure a Berlín al palau del príncep hereu Unter den Linden, que va ser reconstruït i ampliat per Philipp Gerlach el 1732. Friedrich es va quedar majoritàriament amb el seu regiment a Ruppin i només poques vegades va aparèixer a Berlín. El 21 d'agost de 1736, la parella de prínceps hereus es va traslladar a Rheinsberg al castell que Frederic Guillem havia donat al seu fill. Elisabeth Christine va passar una època feliç a Rheinsberg, ja que va escriure amb entusiasme al seu sogre:
| « | "La meva estada a Rheinsberg és tan agradable com pot ser mai, ja que estic unida amb allò més estimat que tinc al món." | » |

Fins i tot més de 40 anys després, en conversa amb Honoré Gabriel Riqueti, comte Mirabeau, encara es va entusiasmar pel temps feliç que havia passat a Rheinsberg. Durant els seus anys a Rheinsberg, la princesa heredera també va practicar l'ús de pinzells i pintura sota la guia del pintor Antoine Pesne.

## Reina prusiana
El govern de Frederic II va començar el 31 de maig de 1740 amb la mort de Frederic Guillem I. Mentre encara estava al llit de mort del seu pare, Frederic va ordenar que Elisabet Cristina prengués el relleu com a reina regnant, en substitució de Sophie Dorothea, a qui ara s'anomenava Reina Mare. L'endemà, Elisabet Cristina va rebre les seves instruccions escrites per presentar els seus respectes a "la reina". A partir d'aleshores, Elisabet Cristina va complir els deures de reina prusiana, inicialment en una posició força reservada. El trasllat a Berlín al palau del príncep hereu va tenir lloc immediatament, i a mitjans de juliol la reina es va traslladar al seu nou apartament al palau de Berlín, que era més gran que el del rei. Juntament amb l'Elisabeth Hall, aquest apartament va formar "el cor de la vida cortesana quotidiana a Berlín" durant 46 anys. El rei va assignar el palau de Schönhausen prop de Berlín a la seva dona com a residència d'estiu. En les properes dècades, Elisabet Cristina va passar els mesos d'estiu aquí des de principis de juny fins a principis de setembre, amb algunes excepcions a causa de la guerra. El palau de Schönhausen, pensat com a residència d'estiu, no era apte per a una estada durant tot l'any. No hi havia opcions de calefacció insuficients i amb prou feines hi havia prou espai disponible per a la cort de la reina d'unes 80 persones i les seves funcions representatives. Cal destacar que després de la mort de la seva mare el 1757, Friedrich no va lliurar el seu castell de Monbijou a Elisabet Cristina. Significativament més gran i representatiu que Schönhausen i situat a prop del Palau de Berlín en un parc directament al Spree, era un lloc adequat per viure per a una reina regnant. No obstant això, Friedrich va deixar l'edifici en gran part inutilitzat, i només va ser el seu successor Frederic Guillem II qui el va tornar a la vida el 1789 lliurant-lo "com a usufruit" a la seva dona Frederica Lluïsa.
Contràriament al que es mostra a la historiografia antiga, les investigacions més recents han demostrat que la reina no va ser de cap manera exiliada a Schönhausen per Friedrich. La radical separació espacial de la parella s'explica pel fet que el rei no volia continuar la vida matrimonial que el seu pare li havia obligat. Com a reina regnant, Elisabet Cristina només era oficialment superior en rang a la seva sogra, però la reina mare Sofia Dorothea va romandre la membre femenina dominant de la família reial fins a la seva mort el 1757. Durant aquests anys la reina ja estava assumint tasques representatives, però el 1755, per exemple, la mare de Frederic II va completar la part del lleó de les tasques representatives amb 120 esdeveniments. D'altra banda, es va observar el protocol de la cort, segons el qual, en ocasions oficials, el carruatge de la reina anava directament darrere el del rei, seguit del carruatge de la reina mare. Malgrat les iròniques declaracions al contrari, Friedrich atorgava gran importància a mantenir el rang i l'etiqueta. Després de la mort de la seva sogra el 1757, Elisabet Cristina va assumir efectivament el paper de primera dama d'estat, i després del Tractat de Hubertusburg el 1763, el nombre de les seves aparicions públiques va augmentar ràpidament i es va mantenir a un nivell elevat, mentre que la el nombre de compareixences del rei va tendir a disminuir i en els últims anys de la seva vida gairebé no es va dedicar a cap tasca de representació. Durant els mesos d'estiu, la reina celebrava regularment els serveis judicials a Schönhausen dues vegades per setmana, i durant la resta de l'any a les àmplies sales del seu apartament al palau de la ciutat. A més del curs, el seu programa incloïa grans sopars, balls, representacions d'òpera, recepcions de l'ambaixada i celebracions familiars per als membres de la família reial (aniversaris, batejos, casaments).

## El rei a distància
La reina Elisabet Cristina no va ser lliure en les seves decisions de participar en celebracions familiars o esdeveniments polítics estatals. Com tots els altres membres de la família reial, ella depenia fonamentalment del permís del rei. En general, el rei no els convidava a esdeveniments fora de Berlín, tenien lloc a la seva residència de Potsdam. No va rebre cap invitació per a la inauguració de la nova ala al Palau de Charlottenburg l'estiu de 1746, ni per a un gran festival que el rei va donar en honor de la seva mare a Sanssouci l'agost de 1749. Esperar una invitació a la festa de compromís del príncep hereu Friedrich Wilhelm el juliol de 1764 va ser sens dubte estressant per a la reina i la seva germana Lluïsa Amàlia, la princesa de Prússia, en un doble sentit, va ser un esdeveniment familiar important per a les dues dones La núvia és Elisabet de Brunsvic-Wolfenbüttel, neboda de la reina Elisabet Cristina i Lluïsa Amàlia, la mare del nuvi. Només a l'últim moment el rei va fer saber a les dames que havien de participar en la cerimònia al Palau de Charlottenburg. Tant la reina com la princesa Lluïsa Amàlia van participar en la celebració del casament l'any següent i el Ernst Ahasverus Heinrich von Lehndorff comte Lehndorff va dir al seu diari:
| « | "La reina revolotea i crida sense pietat, tot i que no té res a dir". | » |

Com la germana petita quan la reina, Juliana Maria, es va casar amb el rei danès Frederic V a Braunschweig el 1752, Elisabet Cristina ni tan sols va demanar permís al seu marit per assistir al casament i es va quedar a Berlín.

## Doble pista
L'ascens de Frederic al tron va iniciar el sistema judicial dual que havia de ser característic de tot el regnat de Frederic II. Si bé Elisabet Cristina, com a princesa hereva, tenia por que Frederic es divorciés d'ella després del seu accés al tron, el rei la va integrar immediatament al seu sistema de govern. Li va delegar la majoria de les tasques rutinàries recurrents de representació cerimonial. Frederic va explotar la reina, així com altres membres de la família, per al seu domini dinàstic i d'aquesta manera es va aprofitar dels membres de la família reial. Amb aquesta divisió de tasques, el rei també va acceptar que {{Cita|"a Prússia sota Frederic el Gran no hi havia cort en el sentit d'un 'punt de contacte' permanent i políticament significatiu". La vida cortesana mancava del rei com a centre constitutiu del tribunal. Al llarg de la seva vida, el rei es va retirar cada cop més de les àmplies tasques de representació. La seva retirada de la vida de cort convencional es va deure inicialment a l'absència del monarca en guerra i més tard, després de la pau de Hubertusburg el 1763, la seva retirada constant a Potsdam com a "roi philosophe". Elisabet Cristina va representar la família reial i la dinastia a Berlín i va exercir aquí tasques "ceremonials públiques". Per les raons esmentades, l'afirmació de Theodor Schieder: "[…] l'exclusió de facto d'Elisabet Cristina de la cort reial i el seu desterrament a Schönhausen van convertir la cort prusiana en una cort sense reina [...]" s'ha de revisar en el sentit que el rei més que la reina faltava a la cort. La relació ambivalent entre els cònjuges es mostrava, d'una banda, per l'admiració que la reina mostrava al seu marit en cartes i declaracions consignades, i d'altra banda, en la deixadesa i fins i tot la humiliació amb què la tractava el rei. Friedrich estava sens dubte preocupat pel benestar de la seva dona, tal com revela una ordre al seu metge personal:
| « | "Us recomano que visiteu la reina sense demora i us poseu en contacte amb els altres dos metges de Berlín. Recordeu que aquesta és la persona més cara i necessària per a l'estat, per als pobres i per a mi". | » |

I també regals preciosos. El rei va regalar a la seva dona, per exemple, joies valuoses.

## La Guerra dels Set Anys
Durant la Guerra dels Set Anys, el general austríac Hadik va ocupar Berlín el 16 d'octubre de 1757 i la reina va fugir amb la seva cort a la fortalesa de Spandau, d'on va tornar a Berlín el 18 d'octubre després que els austríacs s'haguessin retirat. Per ordre del rei, la reina va tornar a fugir amb la cort el 23 d'octubre, aquesta vegada a la ciutat fortalesa de Magdeburg. Els refugiats hi van arribar el 28 d'octubre. De camí cap allà, la cort també va passar Potsdam i la reina va veure el Palau de la ciutat de Potsdam per primera vegada a la seva vida. Va poder tornar a Berlín el 5 de gener de 1758, però només dos anys més tard va haver d'abandonar de nou la ciutat cap a Magdeburg quan els russos van ocupar Berlín i van saquejar el palau de Schönhausen. En el període del 26 de novembre de 1759 al 18 de març de 1760, la cort va poder residir de nou a Berlín. Quan les tropes russes s'acostaven a Berlín, una altra escapada a Magdeburg era inevitable. A Magdeburg, la vida a la cort amb corts, recepcions, festes, etc. va continuar com a Berlín. Van passar tres anys fins a la pau i el retorn definitiu a casa a Berlín. El rei va escriure a la seva dona a Magdeburg a principis de febrer de 1763 que "ella seria la mestressa de les seves decisions si volgués marxar a Berlín". La reina de seguida va sortir de Magdeburg i va arribar, rebuda cerimoniosament pels ciutadans i la noblesa, el 16 de febrer, Berlín. El 30 de març, la parella finalment es va tornar a trobar després de gairebé set anys de separació. El rei va anar a les habitacions de la reina després de saludar els seus germans el príncep Enric i el príncep Ferran i els diplomàtics que l'esperaven. Segons les notes del comte Lehndorff, Frederick només es va dirigir a la reina amb una frase: "La senyora s'ha tornat corpulenta", i després es va dirigir a les seves germanes que els esperaven.

## Últims anys i mort
Després de la devastació provocada per les tropes d'ocupació, que no van estalviar el palau de Schönhausen, la reina va reconstruir la seva residència en una mida més gran, es va ocupar molt de la literatura i també va escriure alguns escrits morals en francès. L'aniversari de les noces d'or el juny de 1783 no es va celebrar oficialment i la parella reial no es va reunir en el seu cercle familiar per a l'esdeveniment. Les morts a la família extensa i immediata van ser els esdeveniments destacats dels darrers anys de la reina. Va quedar especialment impactada per la mort de la seva germana Luise Amalie, la princesa vídua de Prússia, el 13 de gener de 1780. Les germanes tenien una relació molt estreta entre elles, sobretot a causa dels seus destins similars com a dones no estimades. El rei Frederic II i la seva dona es van reunir personalment per última vegada el 18 de gener de 1785 a Berlín amb motiu de la celebració de l'aniversari del príncep Enric. Elisabet Cristina es va assabentar de la mort del seu marit el dia de la seva mort, el 17 d'agost de 1786. En el seu testament de 1769, que ja es pot veure com una expressió de respecte i reconeixement a la seva "lleialtat i actitud impecable", Friedrich que en tenia. Va ordenar un augment dels ingressos financers i materials de la reina i va demanar al seu successor que proporcionés a la seva vídua un apartament adequat al palau de la ciutat. Friedrich Wilhelm II també va deixar el palau de Schönhausen a la seva tia per a un ús posterior.
Les seves obligacions com a reina regnant, que Elisabet Cristina havia complert durant 46 anys en constant lleialtat al seu marit, van ser transmeses a la nova reina. Tanmateix, Elisabet Cristina no es va retirar completament de la vida representativa pública, sinó que va continuar fent tasques. El nou rei visitava la seva tia amb freqüència i tenia una estreta relació amb ella.
Elisabet Cristina va morir al palau de Berlín el 1797. Va ser enterrada a la segona catedral de Berlín i tornada a enterrar a la cripta de la tercera catedral el 1905.
El seu fèretre va ser destruït en un atac aeri l'any 1944, en què la llanterna de la cúpula de la catedral va caure cremant a l'interior de l'església i va trencar el sostre de la cripta. Les restes d'Elisabet Cristina es van considerar incinerades fins al 2017. Durant els treballs de restauració del 2017, es va trobar un petit taüt de zinc amb restes òssies en un taüt suposadament buit de la cripta. Es creu que el taüt de zinc és de l'any 1944 o 1945 i que s'hi van recollir ossos que ja no es van poder assignar al 1945. Els experts creuen que aquestes també podrien ser les restes de la reina Elisabet Cristina.
Un retrat pintat per Antoine Pesne està penjat al palau de Charlottenburg.

## Obra
La lectura de llibres devocionals en particular va fer que la reina esdevingués productiva literàriament. En primer lloc, va traduir al francès escrits i sermons devocionals populars alemanys de la seva època. També va escriure una breu obra independent titulada Pensaments i reflexions sobre l'any nou (1777), sobre la cura que Déu té per les persones i sobre els camins plens de bondat pels quals els condueix. Aquesta obra també està disponible en una traducció francesa. La productivitat literària de la reina s'interpreta de vegades en el sentit que ella "buscava un substitut de l'amor del seu marit per la ciència i l'art [...]".
Fins i tot després de la mort del rei el 1786, va continuar la seva obra literària en la seva viduïtat. El 1788 va fer imprimir la segona part del Handbuchs der Religion de Johann August Hermes en traducció francesa. El 1789 va traduir les odes i cançons espirituals de Christian Fürchtegott Gellert amb el títol Hymnes et odes sacrees de C. F. Gellert. de C. F. Gellert.
Es coneixen un total de 14 obres de la reina, cap de les quals es trobava a la biblioteca del seu marit. Es pot trobar una llista de les obres a Woods/Fürstenwald.

## Honors
L'escola primària Elisabet Cristina de Berlín porta el seu nom. A Niederschönhausen, al districte de Pankow de Berlín, Elisabeth-Christinen-Strasse porta el seu nom.